# Новокузњецк
Новокузњецк (рус. Новокузнецк) град је у Русији у Кемеровској области. Налази се на реци Том у западном Сибиру, Русија. Према попису становништва из 2010. у граду је живело 547.885 становника.
Град су основали Козаци 1618. године као Кузњецк (рус. Кузнецк). Ово име је задржао све до 1931. године када постаје Новокузњецк (рус. Новокузнецк). У периоду од 1932. до 1961. град је носио име Стаљинск (рус. Сталинск). Новокузњецк по попису из 2004. има преко 548 хиљада становника.
Новокузњецк је велики индустријски центар. У граду се налазе важни западносибирски комбинати. Упркос томе, град је лепо озелењен. У овом граду Достојевски се оженио својом првом женом Маријом Исајевом 1857. године.

## Становништво
Према прелиминарним подацима са пописа, у граду је 2010. живело 547.885 становника, 1.985 (0,36%) мање него 2002.
| 1939.   | 1959.   | 1970.   | 1979.   | 1989.   | 2002.   | 2010.   |
| ------- | ------- | ------- | ------- | ------- | ------- | ------- |
| 165.666 | 376.730 | 499.183 | 541.356 | 599.947 | 549.870 | 547.904 |

## Међународна сарадња
- Далас, Сједињене Америчке Државе
- Нижњи Тагил, Русија
- Питсбург, Сједињене Америчке Државе
- Запорожје, Украјина
- Бирмингем, Уједињено Краљевство